# Zülfikar, Karakoyunlu
Zülfikarköy là một xã thuộc huyện Karakoyunlu, tỉnh Iğdır, Thổ Nhĩ Kỳ. Dân số thời điểm năm 2011 là 592 người.